# Eamonn Darcy
Eamonn Darcy (Delgany, 7 augustus 1952) is een Iers golfprofessional.

## Loopbaan
Darcy werd in 1968 professional en speelde op de Europese PGA Tour vanaf de oprichting daarvan. In 1975 werd hij 2de achter Arnold Palmer bij het Brits PGA Kampioenschap op Royal St George's Golf Club, mede waardoor hij 3de werd op de Order of Merit. In 1976 eindigde hij weer op de tweede plaats, nu na play-off tegen Gary Player en Neil Coles.
Darcy was een vaste verschijning op de Tour, maar haalde niet het niveau van de 'Grote 5', die in die jaren opkwamen: Severiano Ballesteros, Nick Faldo, Bernhard Langer, Sandy Lyle en Ian Woosnam. Hij won vier toernooien en stond eind 1976 op de tweede plaats van de Order of Merit. In totaal zou hij negen keer in de top-20 komen.
Darcy nam, net als landgenoot Des Smyth, nooit aan de Majors buiten Groot-Brittannië deel, maar op het Brits Open eindigde hij in 1991 op de vijfde plaats.
Sinds 2002 speelt hij op de European Seniors Tour. Eind 2009 stond hij daar op de 23ste plaats.

## Zijn swing
De swing van Darcy is uniek, er is veel over geschreven, er zijn studies over gemaakt, hij blijft vreemd maar effectief. Op video was te zien dat zijn moment van impact perfect is. Iedere golfer leert dat hij in de upswing zijn elleboog bij zijn lichaam moet houden, Darcy steekt zijn elleboog echter naar buiten, waardoor hij allerlei vreemde bewegingen maakt voordat hij de bal slaat. Zoals Ryder Cup-commentator Peter Alliss in 1987 zei: "Now here's a swing you might not have seen... well, anything like it before. It's not what you'd teach your children, put it that way." Waarop zijn medecommentator Dave Marr zei: "That's true, Peter, but what's also true is that he's here, and there are a lot of Europeans still at home." Darcy heeft nooit geprobeerd een conventionele swing aan te leren.
Zijn pitching, chips en putts waren zeer gevoelig.

### Gewonnen

#### Europese PGA Tour
- 1977: Greater Manchester Open
- 1983: Benson and Hedges Spanish Open
- 1987: Volvo Belgian Open
- 1990: Emirates Airlines Desert Classic

#### Elders
- 1976: Cacharel Under-25 Championship, Sumrie Better-Ball (met Christy O'Connor jr.)
- 1978: Sumrie Bournemouth Better- Ball (met Christy O'Connor jr.)
- 1980: Air New Zealand Open
- 1981: Westlakes Classic (Australia), Cock o' the North (Zambia)
- 1982: Benson & Hedges Kenya Open, Iers PGA Kampioenschap
- 1984: Mufulira Open (Zambia)
- 1988: Iers PGA Kampioenschap
- 1992: Iers PGA Kampioenschap

### Teams
- Ryder Cup: 1975 (namens Groot-Brittannië & Ierland), 1977 (namens Europa): 1981, 1987 (winnaars)
- Alfred Dunhill Cup (namens Ierland): 1987, 1988 (gewonnen met Des Smyth en Ronan Rafferty), 1991
- World Cup (namens Ierland): 1976, 1977, 1983, 1984, 1985, 1987, 1991
- Hennessy Cognac Cup: 1976 (winnaars), 1984 (captain)
- Double Diamond: 1975, 1976, 1977
- Philip Morris International: 1976